# Ugni
Ugni là một chi thực vật trong họ sim Myrtaceae. Nó có xuất xứ từ miền Tây châu Mỹ Latinh, từ các khu rừng mưa ôn đới Valdivian ở miền Nam Chile (bao gồm cả quần đảo Juan Fernández ) và các vùng lân cận ở miền Nam Argentina, từ phía bắc đến phía Nam México. Nó được mô tả là một cấp chi vào năm 1848.

## Các loài
| Hình ảnh | Tên khoa học                         | Phân bổ |
| -------- | ------------------------------------ | --- |
|          | Ugni candollei (Barnéoud) O.Berg     | Central to southern Chile |
|          | Ugni molinae Turcz.                  | Central to southern Chile, southern Argentina; naturalized in New Zealand and Juan Fernández Islands                                                                      |
|          | Ugni myricoides (Kunth) O.Berg       | Mexico (Hidalgo, Veracruz, Puebla, Oaxaca, Chiapas), Central America, South America (Guyana, Venezuela, Guyana, Colombia, Ecuador, Peru, NW Brazil (Amazonas + Roraima)). |
|          | Ugni selkirkii (Hook. & Arn.) O.Berg | Robinson Crusoe Island |

## Từ nguyên
Tên khoa học của chi này bắt nguồn từ tên Uñi của người bản địa Mapuche dành cho loài Ugni molinae. Các loài trong chi này trước đây thường được xếp vào chi Myrtus hoặc Eugenia; chúng được phân biệt với các chi trên bởi hoa rủ xuống và có nhị hoa ngắn hơn cánh hoa.

## Sử dụng
Ugni molinae (đồng nghĩa Myrtus ugni, Eugenia ugni) được trồng làm cây cảnh để lấy quả ăn được. Một số "hương liệu dâu tây" thương mại được làm từ loài này, không phải từ dâu tây thật. Quả Myrtus ugni dẹt và dài tới 1,5 đường kính 10 cm, có màu tím đến đỏ thẫm. Chúng được dùng để làm đồ uống có vị cay, món tráng miệng, mứt và thạch.